# Wandalin Beringer

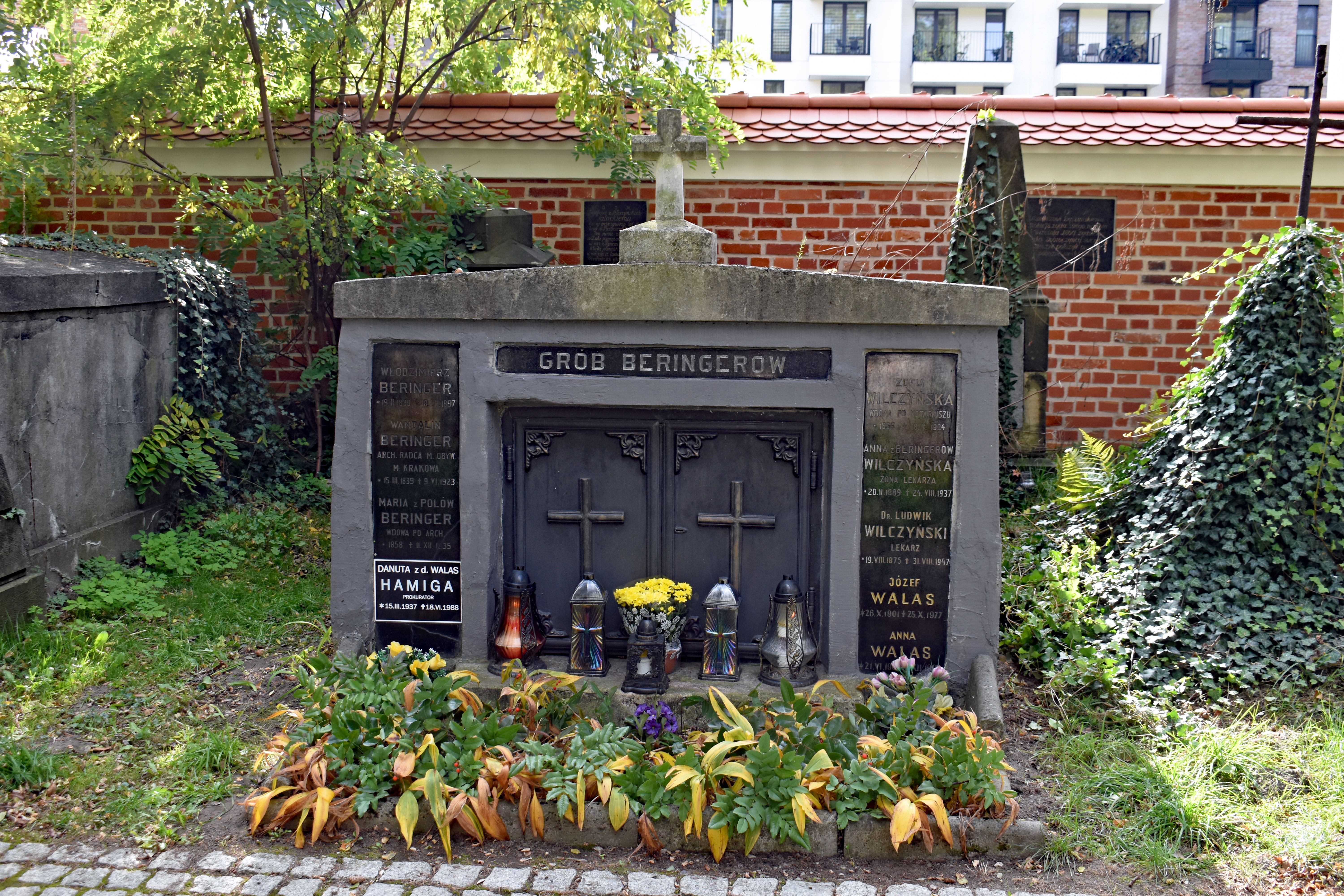
Cmentarz Rakowicki
Grób Wandalina Beringera

Wandalin Beringer  (ur. 15 marca 1839, zm. 9 czerwca 1923 w Krakowie) – polski architekt, przedsiębiorca budowlany, architekt miejski oraz krakowski radny miejski, członek honorowy Towarzystwa Gimnastycznego „Sokół” w Krakowie, działacz Towarzystwa Tatrzańskiego.

## Życiorys
Działał od lat 70. XIX wieku. Projektował oraz nadzorował budowę i konserwację wielu obiektów w Krakowie i Małopolsce. Przedstawiciel eklektyzmu w architekturze, chociaż projektował i w stylu zakopiańskim.
W 1914 odznaczony Orderem Żelaznej Korony III klasy.
Pochowany na cmentarzu Rakowickim, kwatera Kb. 

## Niektóre prace
- Pałac Dembińskich, zbudowany w stylu eklektycznym, Kraków ul. Wiślna 7, (1878)
- Przebudowa klasztorku  przy ul. Pijarskiej 6 oraz kamienic przy ul. św. Jana 19 i 21 na Muzeum xx. Czartoryskich według planów M. Ouradou (1879-1894)
- Kościół Zmartwychwstania Pańskiego, zbudowany na miejscu garbarni, Kraków ul. Łobzowska 10, (1885-1891)
- Dom własny, Kraków ul. Łobzowska 12-14 (1887)
- adaptacja izby na piętrze bramy Floriańskiej w Krakowie na kaplicę rodowa książąt Czartoryskich, (1882-1886)
- Pałacyk Juliusza Jutkiewicza, zbudowany w stylu eklektycznym, Kraków ul. Westerplatte 9, (1890-1892)
- drugi budynek schroniska nad Morskim Okiem (1891, spłonął wraz z poprzednim w 1898)[2]
- Willa Goplana, dom własny, zbudowana w stylu tyrolskim, Zakopane ul. Zamoyskiego 26, (1893)
- rozbudowa „wozowni” nad Morskim Okiem (obecne Stare Schronisko, 1899)[2]
- konserwacja hejnalicy Kościoła Mariackiego w Krakowie, wspólnie z Janem Sas Zubrzyckim, (1902)
- Dworzec Tatrzański w Zakopanem, odbudowany po pożarze, jedna z pierwszych prób oddania zasad stylu zakopiańskiego w budynku murowanym (1903)

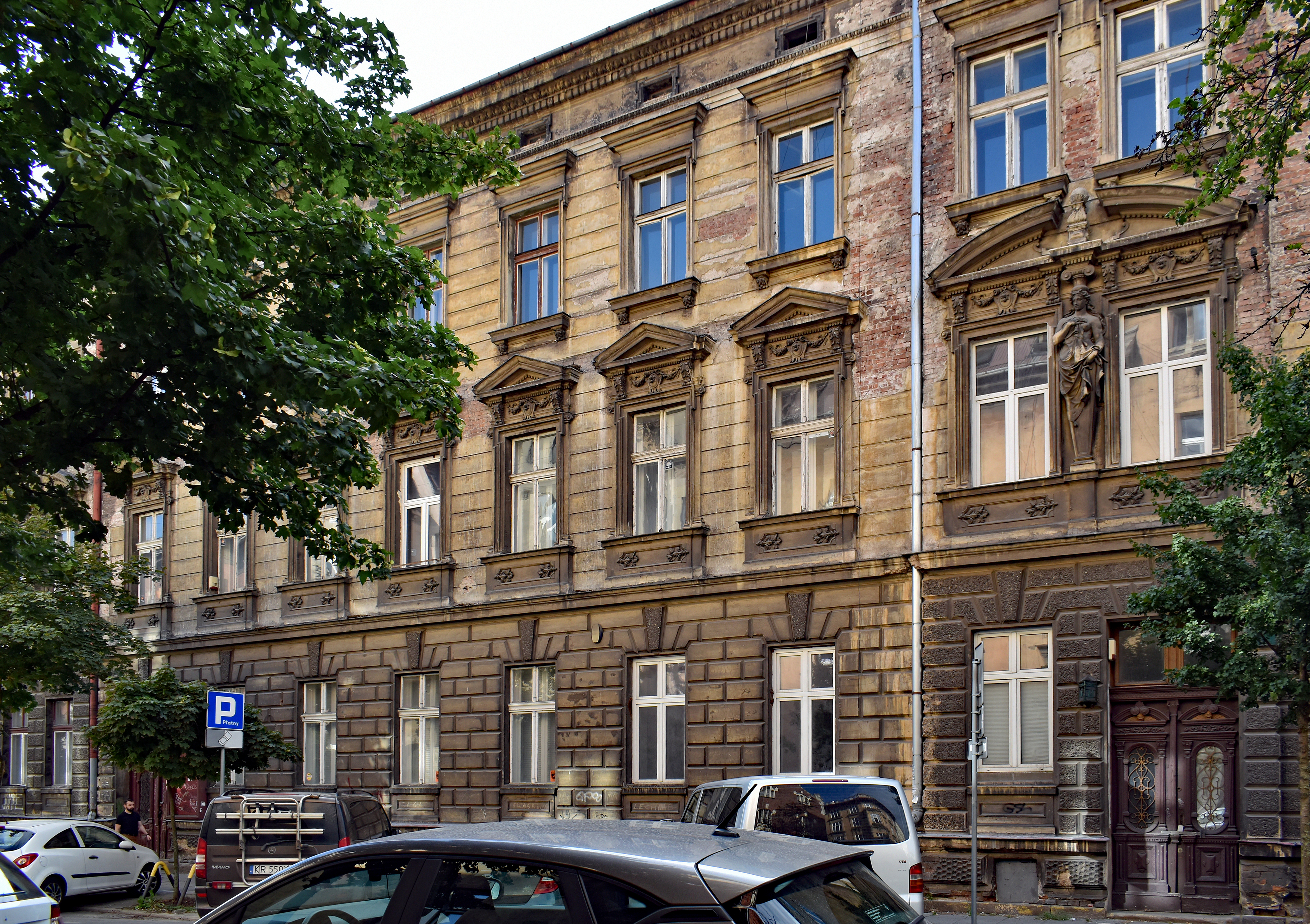
Kamienica własna Kraków ul Łobzowska 12-14
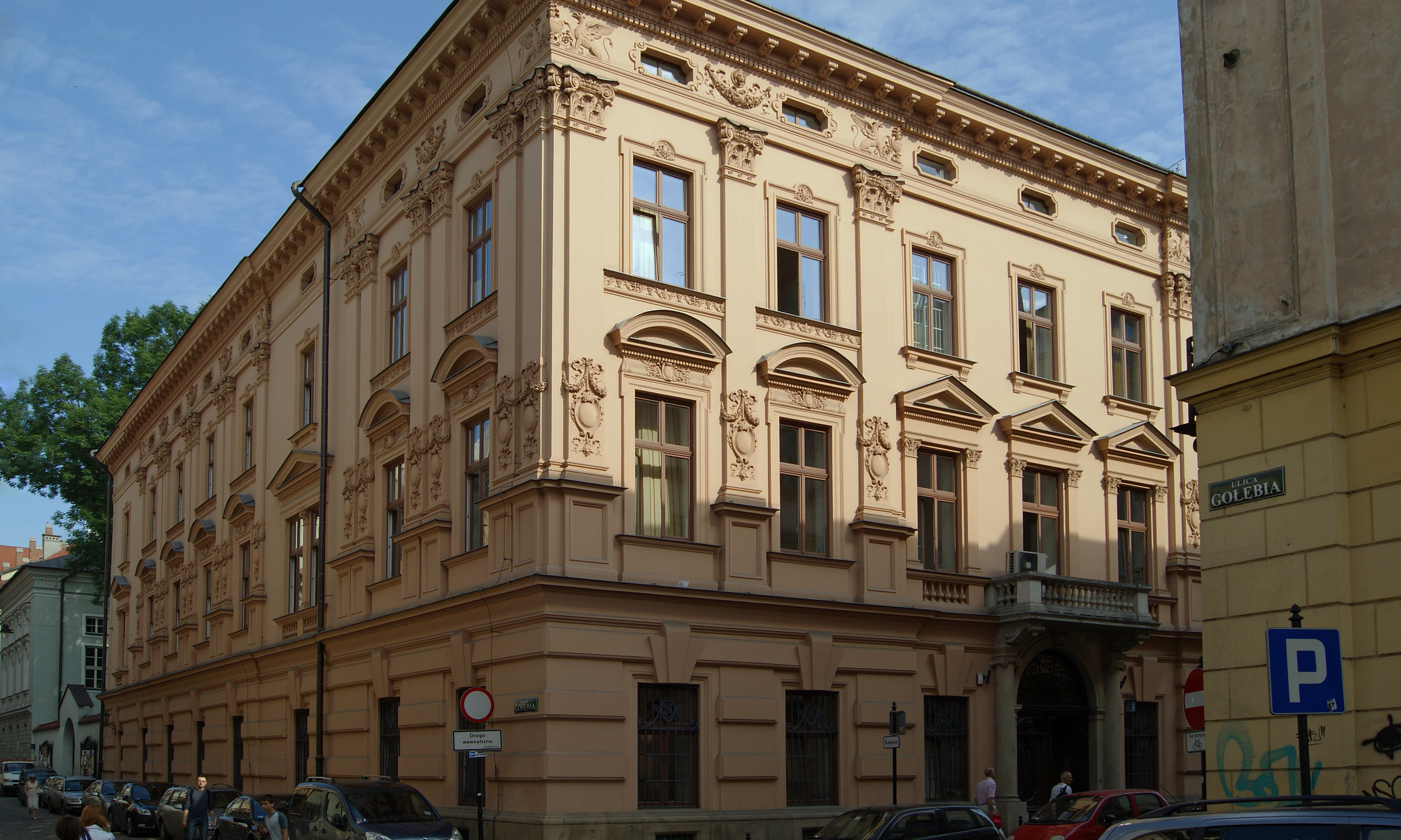
Pałac Dembińskich
Kościół Zmartwychwstania Pańskiego
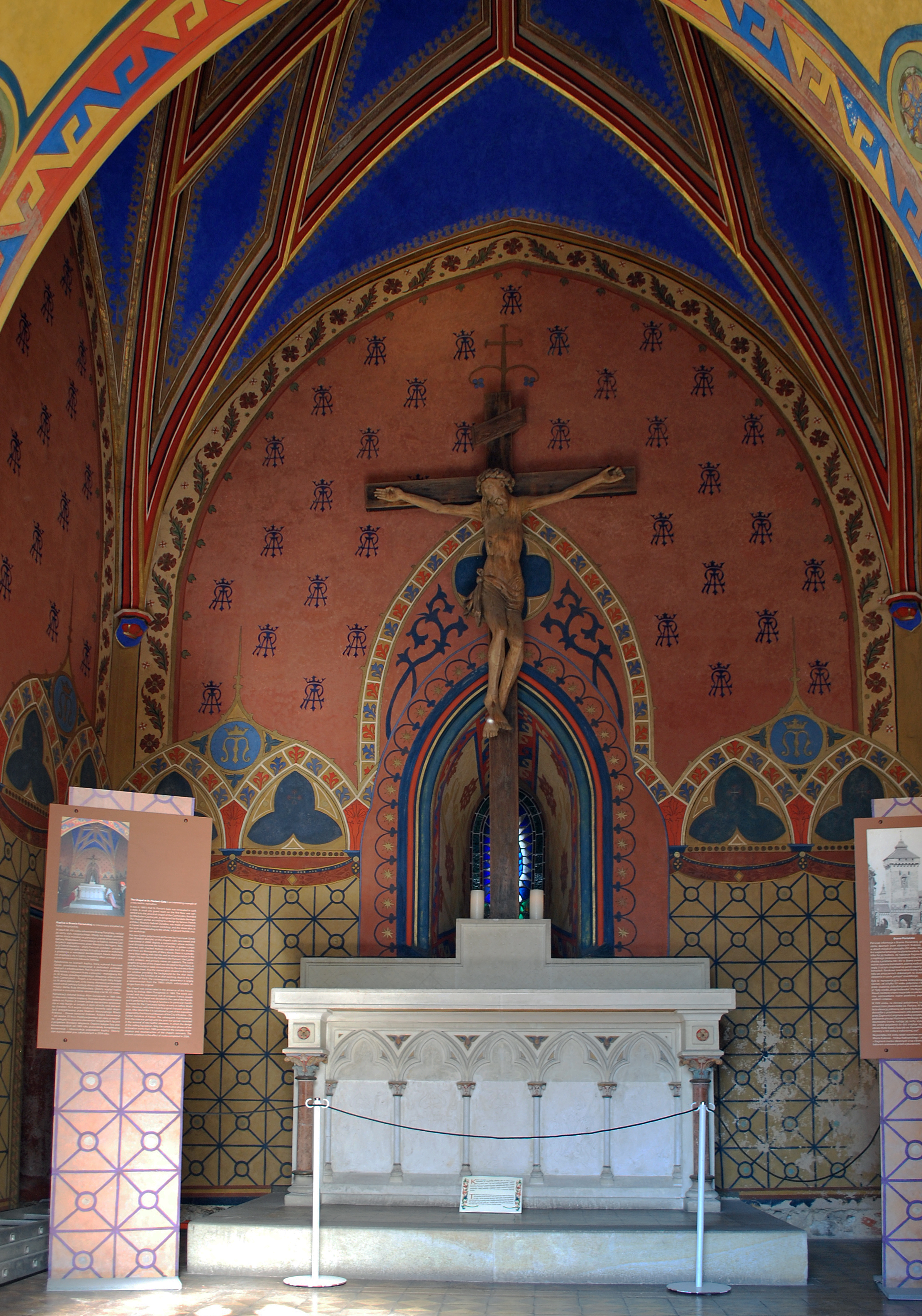
Kaplica Czartoryskich
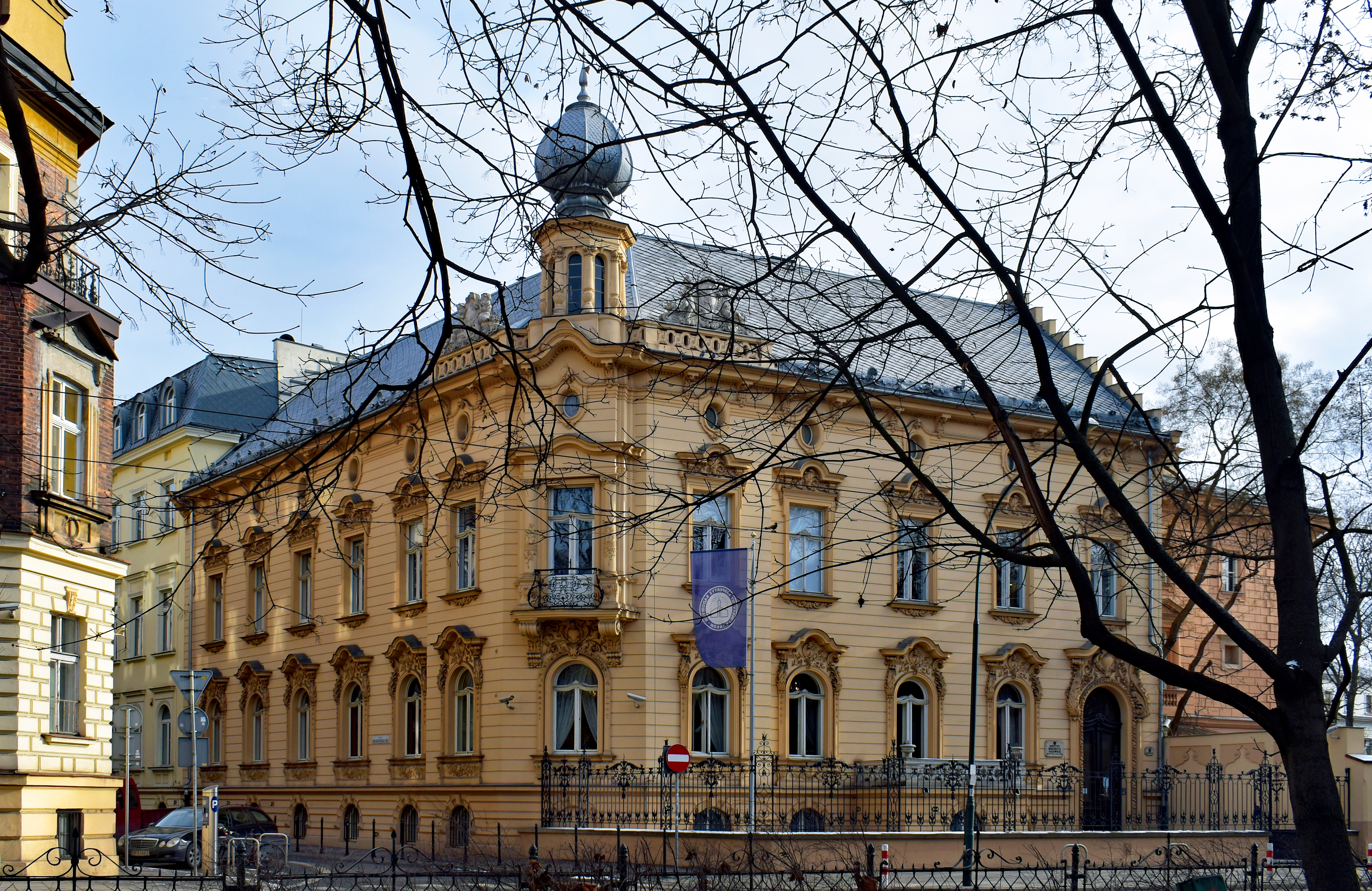
Pałacyk Jutkiewicza
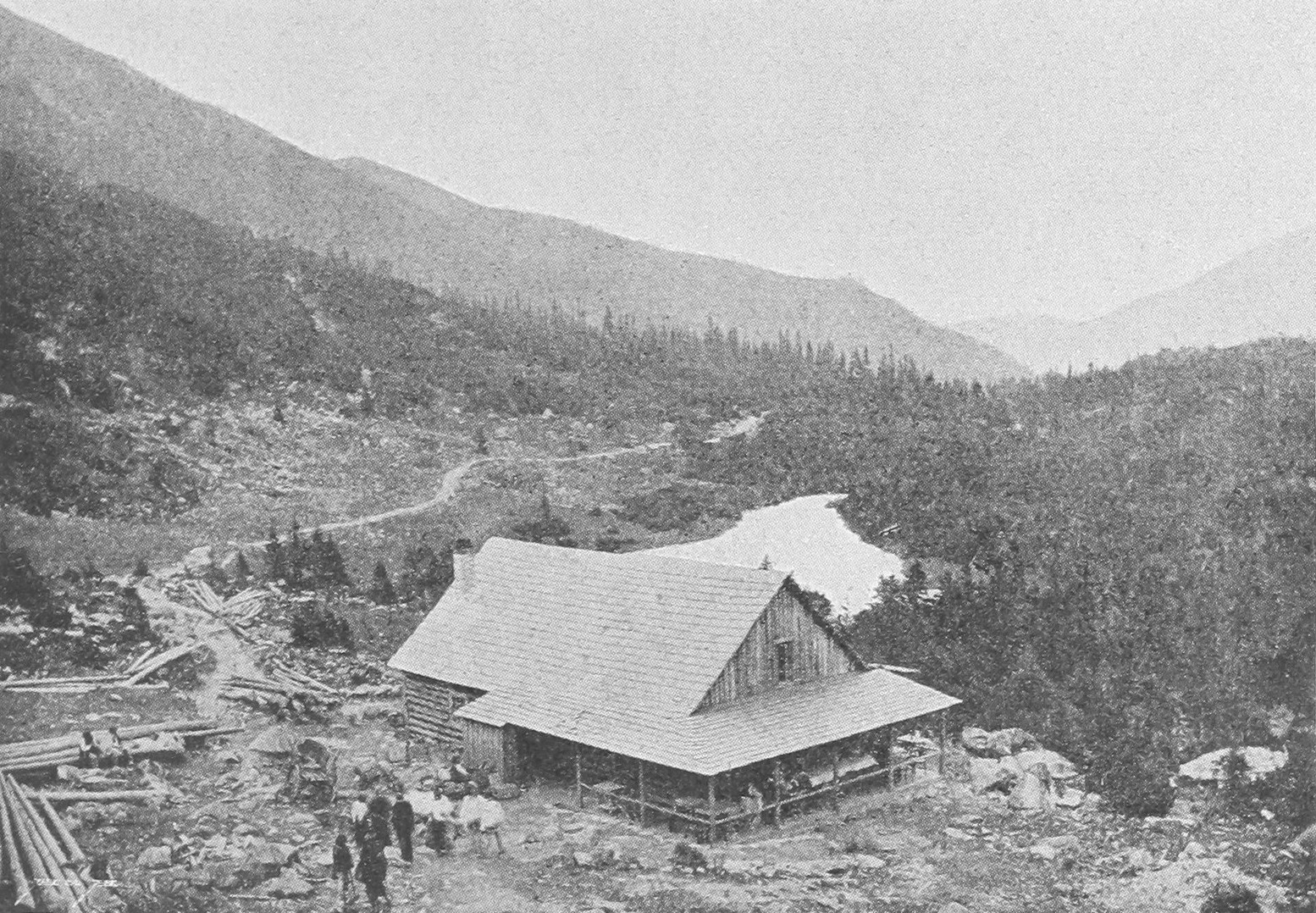
„Stare Schronisko” nad Morskim Okiem
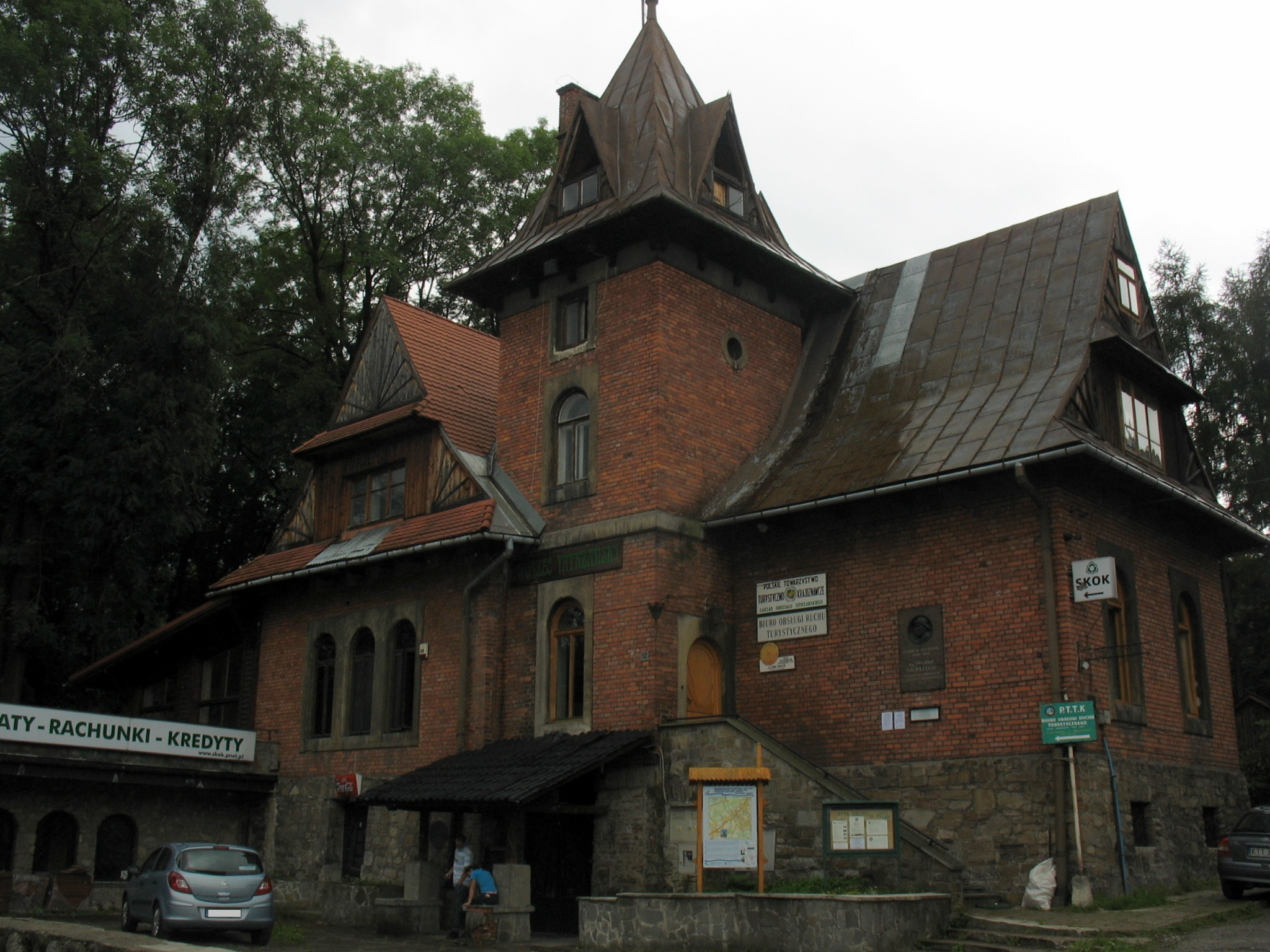
Dworzec Tatrzański